# On the Beach (Chris Rea-album)
On the Beach är ett musikalbum från 1986 av Chris Rea.

## Låtlista
Samtliga låtar skrivna av Chris Rea.
1. "On the Beach" - 5:04
2. "Little Blonde Plaits" - 4:17
3. "Giverny" - 5:39
4. "Lucky Day" - 3:57
5. "Just Passing Through" - 5:20
6. "It's All Gone" - 7:28
7. "Hello Friend" - 4:19
8. "Two Roads" - 3:44
9. "Light of Hope" - 4:34
10. "Auf Immer und Ewig" - 4:11
11. "Freeway" - 4:12
12. "Bless Them All" - 2:30
13. "Crack That Mould" - 4:34